# Band-e Ozbak
Band-e Ozbak (persiska: بند ازبک, Bandārīk) är en ort i Iran.   Den ligger i provinsen Khorasan, i den nordöstra delen av landet, 700 km öster om huvudstaden Teheran. Band-e Ozbak ligger 871 meter över havet och antalet invånare är 584.
Terrängen runt Band-e Ozbak är platt. Runt Band-e Ozbak är det ganska glesbefolkat, med 25 invånare per kvadratkilometer. Närmaste större samhälle är Jangal, 10,4 km öster om Band-e Ozbak. Trakten runt Band-e Ozbak är ofruktbar med lite eller ingen växtlighet.